# Юлияна Плевнелиева
Юлияна Юриева по бивш съпруг (Плевнелиева) е българска журналистка, бивша съпруга на Росен Плевнелиев. По време на мандата му като президент на Република България е номинално първа дама, но не участва в официални събития и отказва да изпълнява функциите. През октомври 2017 г. той официално съобщава, че са разделени.

## Биография
Родена е на 28 януари 1975 г. Завършва Втора английска гимназия в София. След това учи право в Нов български университет. Омъжва се за Росен Плевнелиев през 2000 г. През октомври 2017 г. Плевнелиев споделя в интервю, че с Юлияна се развеждат.
През 2003 – 2004 г. Юлияна Плевнелиева е координатор на Българската ИДЛО алумни асоциация. Сдружението е учредено от участници в семинари и курсове на Международната организация за развитие на правото със седалище в Рим. През 2004 г. Юлияна Плевнелиева започва работа в интернет отдела на издателство „Икономедиа“. Специализира финанси във Международното висше бизнес училище в съвместната му програма със Сити Юнивърсити, Сиатъл.